# Lijst van nummer 1-albums in de Nederlandse Album Top 100 in 2004
Onderstaande albums stonden in 2004 op nummer 1 in de Nederlandse Album Top 100. De lijst werd samengesteld door Megacharts B.V..
| Nummer | Datum        | Artiest           | Titel                               |
| ------ | ------------ | ----------------- | ----------------------------------- |
| 483    | 3 januari    | Frans Bauer       | 'n Ons Geluk                        |
| 484    | 10 januari   | Dido              | Life For Rent                       |
|        | 17 januari   | Dido              | Life For Rent                       |
|        | 24 januari   | Dido              | Life For Rent                       |
|        | 31 januari   | Dido              | Life For Rent                       |
|        | 7 februari   | Dido              | Life For Rent                       |
|        | 14 februari  | Dido              | Life For Rent                       |
| 485    | 21 februari  | Norah Jones       | Feels Like Home                     |
|        | 28 februari  | Norah Jones       | Feels Like Home                     |
|        | 6 maart      | Norah Jones       | Feels Like Home                     |
|        | 13 maart     | Norah Jones       | Feels Like Home                     |
|        | 20 maart     | Norah Jones       | Feels Like Home                     |
|        | 27 maart     | Norah Jones       | Feels Like Home                     |
| 486    | 3 april      | George Michael    | Patience                            |
| 485    | 10 april     | Norah Jones       | Feels Like Home                     |
| 487    | 17 april     | Anastacia         | Anastacia                           |
|        | 24 april     | Anastacia         | Anastacia                           |
|        | 1 mei        | Anastacia         | Anastacia                           |
|        | 8 mei        | Anastacia         | Anastacia                           |
| 485    | 15 mei       | Norah Jones       | Feels Like Home                     |
| 488    | 22 mei       | Alanis Morissette | So-Called Chaos                     |
| 489    | 29 mei       | Tiësto            | Just Be                             |
| 490    | 5 juni       | René Froger       | The Platinum Edition                |
| 489    | 12 juni      | Tiësto            | Just Be                             |
|        | 19 juni      | Tiësto            | Just Be                             |
| 491    | 26 juni      | Boris             | Rely On Me                          |
|        | 3 juli       | Boris             | Rely On Me                          |
| 492    | 10 juli      | Counting Crows    | Films About Ghosts - The Best Of... |
|        | 17 juli      | Counting Crows    | Films About Ghosts - The Best Of... |
|        | 24 juli      | Counting Crows    | Films About Ghosts - The Best Of... |
|        | 31 juli      | Counting Crows    | Films About Ghosts - The Best Of... |
| 487    | 7 augustus   | Anastacia         | Anastacia                           |
|        | 14 augustus  | Anastacia         | Anastacia                           |
| 493    | 21 augustus  | Diverse artiesten | Mamma Mia! (The Musical)            |
|        | 28 augustus  | Diverse artiesten | Mamma Mia! (The Musical)            |
|        | 4 september  | Diverse artiesten | Mamma Mia! (The Musical)            |
| 494    | 11 september | K3                | De Wereld Rond                      |
|        | 18 september | K3                | De Wereld Rond                      |
| 495    | 25 september | Acda en De Munnik | Liedjes Van Lenny                   |
| 478    | 2 oktober    | André Hazes       | 25 Jaar - Het Allerbeste Van        |
|        | 9 oktober    | André Hazes       | 25 Jaar - Het Allerbeste Van        |
| 496    | 16 oktober   | Frans Bauer       | Daar Heb Je Vrienden Voor...        |
| 497    | 23 oktober   | Robbie Williams   | Greatest Hits                       |
|        | 30 oktober   | Robbie Williams   | Greatest Hits                       |
|        | 6 november   | Robbie Williams   | Greatest Hits                       |
| 498    | 13 november  | Andrea Bocelli    | Andrea                              |
| 499    | 20 november  | Within Temptation | The Silent Force                    |
| 500    | 27 november  | U2                | How To Dismantle An Atomic Bomb     |
|        | 4 december   | U2                | How To Dismantle An Atomic Bomb     |
| 501    | 11 december  | Anouk             | Hotel New York                      |
|        | 18 december  | Anouk             | Hotel New York                      |
|        | 25 december  | Anouk             | Hotel New York                      |

Lijsten van nummer 1-albums in de Nederlandse Album Top 100

1969 ·
1970 ·
1971 ·
1972 ·
1973 ·
1974 ·
1975 ·
1976 ·
1977 ·
1978 ·
1979 ·
1980 ·
1981 ·
1982 ·
1983 ·
1984 ·
1985 ·
1986 ·
1987 ·
1988 ·
1989 ·
1990 ·
1991 ·
1992 ·
1993 ·
1994 ·
1995 ·
1996 ·
1997 ·
1998 ·
1999 ·
2000 ·
2001 ·
2002 ·
2003 ·
2004 ·
2005 ·
2006 ·
2007 ·
2008 ·
2009 ·
2010 ·
2011 ·
2012 ·
2013 ·
2014 ·
2015 ·
2016 ·
2017 ·
2018 ·
2019 ·
2020 ·
2021 ·
2022 ·
2023 ·
2024 ·
2025

Lijsten van nummer 1-albums van de Stichting Nederlandse Top 40

1969 ·
1970 ·
1971 ·
1972 ·
1973 ·
1974 ·
1975 ·
1976 ·
1977 ·
1978 ·
1979 ·
1980 ·
1981 ·
1982 ·
1983 ·
1984 ·
1985 ·
1986 ·
1987 ·
1988 ·
1989 ·
1990 ·
1991 ·
1992 ·
1993 ·
1994 ·
1995 ·
1996 ·
1997 ·
1998 ·
1999 ·
2011 ·
2012 ·
2013 ·
2014 ·
2015
- Nederland
- Vlaanderen